# Anthopleura atodai
Anthopleura atodai is een zeeanemonensoort uit de familie Actiniidae.
Anthopleura atodai is voor het eerst wetenschappelijk beschreven door Yanagi & Daly in 2004.